# 合豐鄉
合豐鄉（合豐公社），是四川省鄰水縣曾经下辖的一个乡。

## 沿革[1]
- 1949年12月，罈同區人民政府即建立了合豐鄉公所。1951年6月，合豐鄉公所劃歸第三區(合流區)公所領導。1953年4月，合豐鄉公所改稱合豐鄉人民政府：1956年1月，合豐鄉人民政府改稱合豐鄉人民委員會。1958年9月22日，合豐鄉人委改稱合豐人民公社。1966年5月「文革」開始後，合豐人民公社工作受到干擾。1967年3月，由公社武裝幹部和群眾主持成立了合豐人民公社生產辦公室，負責公社日常工作。1967年3月，成立合豐人民公社生產辦公室，負責公社日常工作。1968年l0月24日，合豐人民公社改稱合流人民公社。